# Puma concolor greeni
A onça-parda-nordestina (Puma concolor greeni) também referida como sussuarana-nordestina, onça-vermelha e puma-brasileiro é uma subespécie da onça-parda (Puma concolor) endêmica do Brasil, especificamente da região nordeste.

## Características
A onça-vermelha é de porte mediano, podendo ser menor que outras populações, em especial pela menor quantia de presas disponíveis do ecossistema semi-árido da Caatinga. A média de peso conhecida é de 53,1 quilogramas para espécimes masculinos e de 36,9 quilogramas para as fêmeas, alguns machos excepcionais já foram vistos atingindo pesos próximos a 70 kg.